# Hosejn Salámí
Hosejn Salámí (persky حسین سلامی‎; 1960 Golpájegán Íránské císařství - 13. června 2025 Teherán Írán) byl íránský vojenský důstojník, od roku 2019 vrchní velitel Íránských revolučních gard.
Byl známý svými projevy namířenými proti USA, Izraeli a Saúdské Arábii. V roce 2019 jej deník The National označil za „odborníka na psychologickou válku“.

## Vojenská kariéra
Svou vojenskou kariéru zahájil během irácko-íránské války, kdy vstoupil do Íránských revolučních gard. Dne 21. dubna 2019 jej nejvyšší vůdce Alí Chameneí jmenoval vrchním velitelem revolučních gard, kde nahradil Muhammad Alí Džafarího.
V lednu 2020 se zúčastnil pohřbu velitele jednotek Quds Kásima Sulejmáního. Během smutečního projevu prohlásil: „Pomstíme se, pomstíme se tak, že [USA] zasadíme silnou a konečnou ránu, která je donutí litovat“.
V proslovu týkajícího se sestřelení letu Ukraine International Airlines 752 íránskými raketami řekl: „Udělali jsme chybu. Někteří naši krajané byli kvůli naší chybě umučeni, ale bylo to neúmyslné... Za celý svůj život jsem něčeho nelitoval tolik, jako právě teď. Nikdy... Přál bych si být na palubě a shořet s nimi... Nechť nám Bůh a poté také íránský lid a rodiny zesnulých odpustí.“
Dne 5. března 2020 s odkazem na covid-19 prohlásil, že „nyní máme co do činění s biologickou válkou“. Tvrdil, že „může jít o produkt USA“. O tři dny později tuto teorii posílila státní televize Press TV.
Po íránském útoku na Izrael v dubnu 2024 uvedl, že „tato operace byla provedena s úspěchem, který předčil očekávání“.

## Smrt
Byl zabit v rámci izraelské operace Vzestup lva v pátek 13. června 2025.